# Sciades
Sciades – rodzaj ryb sumokształtnych z rodziny ariusowatych (Ariidae).

## Występowanie
Ameryka Północna, Środkowa i Południowa.

## Klasyfikacja
Gatunki zaliczane do tego rodzaju:
- Sciades couma
- Sciades dowii
- Sciades herzbergii
- Sciades parkeri
- Sciades passany
- Sciades paucus
- Sciades proops – sumik krzyżowy[3]

Gatunkiem typowym jest Bagrus emphysetus (=Sciades parkeri).